# Fritz Petzholdt
Fritz Petzholdt eller Ernst Christian Frederik Petzholdt (født 1. januar 1805 København, død 1. august 1838 i Patras i Grækenland) var dansk landskabsmaler. Han var søn af grosserer Johan Jacob Petzholdt (1766-1836) og dennes anden hustru, Josephine Marie født Fontaine (1769-1812).

## Kunstnerisk virke
Fritz Petzholdt arbejdede kun en tidlig overgang som figurmaler – Portræt af en Sømand (1828) var i sin tid hans eneste offentligt udstillede figurbillede. Han helligede sig udelukkende landskabsmaleriet som den eneste af Eckersbergs elever. Allerede 1829 erhvervedes En Mose ved Høsterkøb til Den Kongelige Malerisamling, nu Statens Museum for Kunst.
Takket være renterne fra faderens formue var det muligt for Fritz Petzholdt at foretage studierejser og opholde sig i længere tid i udlandet. Han rejste til Harzen 1829 og i 1830 til Italien, besøgte Sicilien og levede siden i Rom. Vinteren 1835-36 opholdt han sig hjemme på grund af faderens sygdom og død. Snart efter dødsfaldet rejste han atter over München til Italien og derfra til Grækenland, hvor han 1. august 1838 i Patras begik selvmord.
Hovedparten af Fritz Petzholdts malerier udførte han under opholdene i Italien. Han fandt mange af sine motiver i bjergegnene uden for Rom, herunder i Olevano, hvor han sluttede sig til den tyske kunstnerkoloni i Casa Baldi. Hans mindre skitser udviklede sig fra den mere minutiøse gengivelse af motiverne til friere penselstrøg og et mere koloristisk syn, hvorimod han i sine store kompositioner fortsatte med at gennemarbejde billederne, med en vis tørhed i dem til følge. To landskabsmalere havde særlig betydning for ham, Thomas Fernley og Christian Morgenstern, som han kendte fra sin akademitid. I nogle af hans sidste værker kan man spore et kunstnerisk slægtskab med dem.
Fritz Petzholdts hovedværk Parti af de Pontinske Sumpe med en Flok Bøfler malede han 1837 i München, og et andet stort billede fra  Sabinerbjergene (de) (Sabinere) En Flok Geder ved en Kilde udstilledes først i København 1840, to år efter kunstnerens død. Navnlig det førstnævnte vakte en vis opsigt i München, hvor det først var udstillet, og vidnede om hvor stor en kunstner Danmark havde mistet.

## Uddannelse
- 1821-25 Malerlære hos malermester J. M. Baruël
- 1824 Modelskolen på Kunstakademiet
- 1825 Privat elev hos C. W. Eckersberg

## Stipendier og udmærkelser
- 1827 Akademiets lille sølvmedalje
- 1828 Akademiets store sølvmedalje
- 1840 Posthumt indstillet til Kunstakademiets Udstillings Medalje, som dog ikke blev uddelt dette år[1]

## Udstillinger
- 1828-30, 1833, 1835-36. Posthumt 1840, 1843 Charlottenborgs Forårsudstilling
- 1837 Kunstforeningen, København
- 1838 München
- 1843 Københavns Universitet
- 1862 Verdensudstillingen, London
- 1872 Nordisk Kunstudstilling, København
- 1901 Rådhusudstillingen, København
- 1954 Kunstakademiets Jubilæumsudstilling, Charlottenborg
- 1968 Das Goldene Zeitalter der dänische Malerei, Kiel
- 1975 Dansk Kunst 1825-1855, Kunstforeningen København
- 1977-78 Danske malere i Italien i det 19. århundrede, Palazzo Braschi, Rom, og Statens Museum for Kunst
- 1982 De ukendte guldaldermalere, Kunstforeningen, København
- 1983 C. W. Eckersberg og hans elever, Statens Museum for Kunst
- 1984-85 L'ge d'or de la peinture danoise, Grand Palais, Paris
- 1986 Danske Kyster, Glyptoteket
- 1995 Aus Dänemark, goldener Zeit, Wallraf-Richartz-Museum, Köln

### Separatudstillinger
- 1985 Kunstforeningen, København

## Værker i offentlig eje
- 1827 Portræt af en gammel Sømand, Statens Museum for Kunst
- 1829 En mose ved Høsterkøb med tørvearbejdere, Statens Museum for Kunst
- 1832 Et kystparti på Sicilien, i baggrunden Etna, Statens Museum for Kunst
- 1832 Udsigt fra Hadrians Villa ved Tivoli, Statens Museum for Kunst
- 1832 Fiskere ved Marina Piccola på Capri, Schleswig-Holstein Landesmuseum Gottorp Slot
- Det indre af Colosseum i Rom, Glyptoteket
- Campagnen uden for Rom, Glyptoteket
- Klostret ved San Benedetto, Fyns Kunstmuseum
- 1835 Italiensk bjergparti med træer, Thorvaldsens Museum
- 1835 Italiensk bjergvej med tilgroede klipper, Thorvaldsens Museum
- 1835 Isola Farnese ved det gamle Veji, Thorvaldsens Museum
- 1835 Skovparti i nærheden af Subiaco, Den Hirschsprungske Samling
- 1835-36 Olivenlund i Italien, Den Hirschsprungske Samling
- 1835-36 I udkanten af en skov i Italien, Den Hirschsprungske Samling
- 1837 Musestenen på Vemmetofte Strand, Sorø Kunstmuseum
- 1837 Parti af de Pontiske Sumpe med en flok bøfler, Den Hirschsprungske Samling
- Tegninger og skitsebøger i Kobberstiksamlingen

## Galleri
| - Værker af Fritz Petzholdt - Nogle piletræer ved kalkbrænderiet, 1825 - En mose ved Høsterkøb med tørvearbejdere, 1828. Statens Museum for Kunst. - Italiensk bjerglandskab, 1831 - Udsigt fra Hadrians villa ved Tivoli, 1832 - Italiensk bjerglandskab med tilgroede klipper, 1832-35, SMK. - Landskab ved det gamle Veji, 1835, Thorvaldsens Museum - Stående italienerdreng i lys bluse. Uklar datering ml. 1829 og 1836 - Italiensk landskab med klipper og høje træer. Uklar datering ml. 1830 og 1836 - Raffaels atelier i Villa Borgheses have. Rom. Uklar datering ml. 1830 og 1836 - Parti af de pontiske sumpe (en), 1837 - Kyst på Capri med optrukne både, udateret. Ribe Kunstmuseum. |